# Kansas (album)

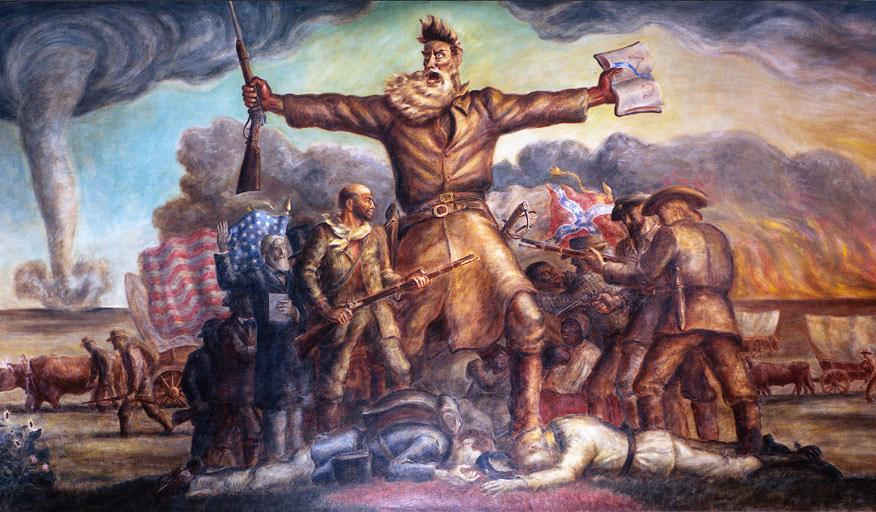
Tragic Prelude van John Steuart Curry

Kansas is het debuutalbum van de gelijknamige band uit Topeka, de hoofdstad van de Amerikaanse staat Kansas.

## Aanloop
In de aanloop naar het album kwamen twee bands uit Topeka samen. Aan de ene kant was er de band onder leiding van Kerry Livgren, aan de andere kant de band White Clover met Steve Walsh. Een demo kwam onder de aandacht van Don Kirshner, die aan muziekproducent Wally Gold de opdracht gaf met de band de studio in trekken. Hij bracht de muziek direct onder bij zijn eigen muziekuitgeverij Don Kirshner Music. Die studio’s A en C van Record Plant bevonden zich in New York met Jimmy Iovine als geluidstechnicus. De meeste muziek, geschreven door Livgren en Walsh dateerde al uit de periode daarvoor, vandaar dat copyright werd vermeld uit 1972 en 1973. Livgren zou vanaf dan zich in teksten meer richten op religieuze onderwerpen (Westers en Oosters) en Walsh meer op de rock. 
De platenhoes bestaat uit een detail van de muurschildering Tragic Prelude (1938-1940) van John Steuart Curry, dat zich bevindt in het Kansas State Capitol.

## Verkoop
De verkoop van het album wilde ondanks promotiesingles Can I tell you/The pilgrimage en Lonely wind/Bringing it back niet echte vlotten. Het haalde in de Verenigde Staten de 174e plaats in de  Billboard 200 (dan Billboard Top LP’s and Tape geheten). De verkoop bleef beperkt tot 135.000 exemplaren. Toen Kansas met latere elpees meer bekendheid kreeg (album Leftoverture), sleepten die de verkoop van het debuutalbum mee. In 1995 stond de teller op 500.000 exemplaren. Nederland en België als ook Engeland lieten het album geheel links liggen (geen noteringen in albumlijsten), maar daar werd het album pas sinds 1978 verkocht.
In 1978 constateerde Livgren dat het album te snel was opgenomen en de band eigenlijk nog niet rijp was voor een dergelijke opname. De band wilde de frustratie van de jaren daarvoor van zich afspelen. OOR's Pop-encyclopedie (versie oktober 1979) constateerde een overdaad aan techniek.  

## Musici
- Steve Walsh – toetsinstrumenten, percussie, zang, achtergrondzang
- Kerry Livgren – gitaar, toetsinstrumenten (Moog), achtergrondzang
- Robby Steinhardt – (elektrische) viool, zang, achtergrondzang
- Rich Williams – gitaar
- Dave Hope – basgitaar
- Phil Ehart – drumstel

Met Jay Siegel uit de band The Tokens voor zang op Lonely wind.

## Muziek
| Nr. | Titel                                           | Duur |
| --- | ----------------------------------------------- | ---- |
| 1.  | Can I tell you (Williams, Walsh, Hopen, Ehart,) | 3:32 |
| 2.  | Bringing it back ( J.J. Cale)                   | 3:33 |
| 3.  | Lonely wind (Walsh)                             | 4:16 |
| 4.  | Belexes (Livgren)                               | 4:23 |
| 5.  | Journey from Mariabronn (Livgren, Walsh)        | 7:55 |

| Nr. | Titel                                  | Duur |
| --- | -------------------------------------- | ---- |
| 1.  | The pilgrimage (Livgren, Walsh)        | 3:42 |
| 2.  | Aperçu (Livgren, Walsh)                | 9:54 |
| 3.  | Death of mother nature suite (Livgren) | 7:43 |

Journey from Mariabron is geïnspireerd op Narciẞ und Goldmund van Hermann Hesse. Belexes en Aperçu vertonen invloeden van de Oosterse klanken uit Turandot van Giacomo Puccini.